# エミリオ・エンスエ
エミリオ・エンスエ・ロペス（Emilio Nsue López、1989年9月30日 - ）は、スペイン・パルマ・デ・マヨルカ出身のサッカー選手。CFインテルシティ所属。ポジションはディフェンダー。元赤道ギニア代表。

## 経歴
2006年からRCDマヨルカのユースチームに所属し、2008年2月3日、ビジャレアルCF戦で途中出場しプロデビューを果たした。2008シーズンにCDカステリョンにレンタル移籍し、2009シーズンにはレアル・ソシエダにレンタル移籍した。

## 代表歴
スペイン代表として2007年にUEFA U-19欧州選手権、2009年に地中海競技大会に出場し優勝に貢献した。
A代表では赤道ギニア代表を選択。2013年3月23日の2014 FIFAワールドカップ・アフリカ2次予選、カーボベルデ戦でキャプテンとして代表デビューし、ハットトリックの活躍で赤道ギニアの勝利に貢献した。しかし赤道ギニアが出場資格のない選手を起用したため、後に没収試合扱いとなった。
自国開催となったアフリカネイションズカップ2015開幕戦のコンゴ共和国戦で、大会最初の得点となる代表初ゴールを挙げた。

## タイトル

### 代表
- UEFA U-19欧州選手権 2007
- 地中海競技大会 2009
- UEFA U-21欧州選手権 2011

### 個人
- アフリカネイションズカップ得点王 2023